# 匈牙利王国 (1301年—1526年)
匈牙利王国，或称中世纪晚期匈牙利王国，是匈牙利王国阿尔帕德王朝末任君主安德烈三世无嗣而终后，存在于1301年到1526年的匈牙利王国。1301年，安德烈三世死后，王国经历了一段动荡的空位期，三位对匈牙利有宣称权的王子文采尔、奥托与查理相互争夺其王位。最终，卡佩王朝分支安茹-西西里王朝的查理（1308–1342）加冕为匈牙利国王，开创匈牙利安茹王朝，称查理一世。他大力推动金银矿开采，使匈牙利逐步繁盛。到1490年，匈牙利产出约三分之一世界总产量的金和银。拉约什一世大帝（1342-1382）统治期间，匈牙利的国力达到鼎盛。他领导匈牙利军队四处征伐，远至立陶宛、意大利南部及其他地区。
奥斯曼帝国的扩张到达了卢森堡的西吉斯蒙德（1387-1437）时期的王国。在接下来的几十年里，一位才华横溢的军事指挥官约翰-胡尼亚迪指挥了对抗奥斯曼人的战斗。他于1456年在纳尔多夫耶尔（Nándorfehérvár，今塞尔维亚贝尔格莱德）取得的胜利稳定了南部边境半个多世纪。匈牙利第一位没有王朝血统的国王是马蒂亚斯-科维努斯（1458-1490），他领导了几次成功的军事行动，还成为波西米亚国王和奥地利公爵。在他的赞助下，匈牙利成为第一个从意大利引进文艺复兴的国家。

## 背景介绍
当匈牙利人的大王子斯蒂芬一世在1000年或1001年被加冕为国王时，匈牙利王国就诞生了。他加强了中央权威，并强迫其臣民接受基督教。虽然书面资料强调了德国和意大利骑士和教士在这一过程中发挥的作用，但匈牙利的农业、宗教和国家词汇有很大一部分来自斯拉夫语言。内战、异教徒起义和神圣罗马帝国皇帝扩大对匈牙利的权力的不成功尝试危及了新君主制。它的地位在拉迪斯劳斯一世（1077-1095）和科洛曼（1095-1116）时期稳定下来。在他们的运动导致克罗地亚的继承危机之后，克罗地亚王国在1102年与匈牙利王国达成了个人联盟。他们两人都被视为有世袭权利的继承人 科洛曼于1102年在比奥格拉德加冕，现在科洛曼声称的头衔是 "匈牙利、达尔马提亚和克罗地亚国王 。
王国拥有丰富的未开垦土地和银、金、盐矿藏，成为主要是德国、意大利和法国殖民者不断移民的首选目标。殖民者大多是定居在村庄的农民，但也有大量的城镇居民作为手工业者和商人来到这里。他们的到来促进了埃斯泰尔戈姆（Esztergom）、塞克斯菲尔德（Székesfehérvár）和其他许多城市以及王国各地的大量村庄的发展。坐落在国际贸易路线的十字路口，匈牙利受到了几种文化趋势的影响。罗马式、哥特式和文艺复兴式的建筑，以及用拉丁文写成的文学作品，都证明了该王国文化的主要特点是罗马天主教，但也存在着东正教，甚至非基督教的少数民族社区。拉丁语是立法、行政和司法的语言，但 "语言多元化"（János M. Bak）促进了一些语言的生存，包括种类繁多的斯拉夫方言。[有争议]
王室财产的主导地位最初确保了君主的卓越地位，但王室土地的转让催生了一个自觉的小土地所有者群体的出现。他们迫使安德鲁二世发布了1222年的金谕，"这是欧洲君主权力受到宪法限制的最早例子之一"（弗朗西斯-福山）。此后，库曼人和雅西人群体在中央低地定居，殖民者从摩拉维亚、波兰和其他附近国家来到这里。